# Хорити
Хорити (груз. ხორითი) — село в Грузии, на территории Харагаульского муниципалитета края (мхаре) Имеретия.

## География
Село находится в западной части Грузии, вблизи места слияния рек Хоритулы и Иванури, на расстоянии 12 километров к северо-востоку от посёлка городского типа Харагаули, административного центра муниципалитета. Абсолютная высота — 462 метра над уровнем моря.

## Население
По результатам официальной переписи населения 2014 года, в Хорити проживало 90 человек (50 мужчин и 40 женщин). В национальной структуре населения грузины составляли 100 %.
| Год  | Население, человек |
| ---- | ------------------ |
| 2002 | 145                |
| 2014 | ↘ 90               |